# Великобудищанский сельский совет (Диканьский район)
Великобудищанский сельский совет (укр. Великобудищанська сільська рада) — входит в состав
Диканьского района
Полтавской области
Украины.
Административный центр сельского совета находится в 
с. Великие Будища.

## История
- 1919 — дата образования.

## Населённые пункты совета
- с. Великие Будища
- с. Кардашовка
- с. Олефирщина
- с. Писаревщина
- с. Чернечий Яр